# Puppet Revolution
Puppet Revolution är en japansk mangaserie. Den är en "yonkoma manga" skriven av Shin Itoh, och utgavs för första gången 2002 i Japan. Utgavs ett kort tag på svenska i tidningen "Manga Mania".